# الیزابت کریدل والکنیر
الیزابت کریدل والکنیر (به انگلیسی: Elizabeth Kridl Valkenier) (زادۀ ۱۳ نوامبر ۱۹۲۶ – درگذشتۀ ۱۳ نوامبر ۲۰۲۴) مورخ هنر لهستانی-آمریکایی و متخصص هنر روسیه در قرن نوزدهم بود. کار او در مورد پریدویژنیکی، که اولین بار در سال ۱۹۷۷ منتشر شد، بخشی از ارزیابی مجدد اهداف آنها در جدا شدن از آکادمی روسیه بود.
الیزابت کریدل در ۱۳ نوامبر ۱۹۲۶ در ورشو، لهستان، دختر مانفرد ادوارد و هالینا (مایلرت) کریدل به دنیا آمد. او در سال ۱۹۴۱ وارد ایالات متحده شد. او مدرک کارشناسی خود را از کالج اسمیت در سال ۱۹۴۸، کارشناسی ارشد خود را از دانشگاه ییل در سال ۱۹۴۹ و دکترای خود را از دانشگاه کلمبیا در سال ۱۹۷۳ دریافت کرد.